# Lepidostoma tibiale
Lepidostoma tibiale är en nattsländeart som först beskrevs av Carpenter 1933.  Lepidostoma tibiale ingår i släktet Lepidostoma och familjen kantrörsnattsländor. Inga underarter finns listade i Catalogue of Life.